# 대화균
대화균(大和鈞, ?~?)은 발해의 관리이다. 925년 발해가 망하기 전 유민을 이끌고 고려로 귀순하였다.

## 생애
대중상의 아들 야발의 후손으로, 일설에는 대광현의 동생이라 하나 불확실하다. 대광현의 동생이라는 설을 택한다면 그는 발해 왕 대인선의 아들이 된다.
발해에서 예부경(禮部卿)을 지내다가 고려사에 의하면 925년 9월 10일 발해가 망하기 전 균로사정(均老司政) 대원균(大元均), 공부경(工部卿) 대복모(大福暮), 좌우위장군(左右衛將軍) 대심리(大審理) 등과 함께 발해의 백성 100여호를 이끌고 고려로 망명했다.
고려사절요에 의하면 그들 외에도 소장(小將) 모두간(冒豆干)·검교 개국남(檢校 開國男) 박어(朴漁)·공부경(工部卿) 오흥(吳興) 등도 무리 수만호(戶)를 데리고 고려로 귀순했다 한다.
제왕운기에는 그가 600여 호를 데리고 고려로 귀순했다 한다. 예부경 대화균(大和鈞), 사정경 좌우장군(左右將軍) 대리저(大理著), 장군 신덕(申德), 대덕(大德), 지원(志元) 등이 600호를 데리고 내부(來附)하였다 한다.